# Кораблёв, Василий Николаевич
Василий Николаевич Кораблёв (1873, Полтава — 1936, Алма-Ата) — русский филолог-славист, историк литературы.

## Биография
Родился в семье чиновника.
Окончил 31 мая 1897 года историко-филологический факультет Императорского Санкт-Петербургского университета (по словесному разряду) с дипломом 1-й степени.
С 15 августа 1897 г. — воспитатель при Петербургском реальном училище К. И. Мая; с 13 октября 1897 г. — преподаватель русского языка по найму в женской гимназии Э. П. Шаффе; 2 сентября 1898 года был допущен к преподаванию русского языка и словесности в гимназии К. И. Мая. С 1 февраля 1899 года — преподаватель русского языка и словесности во 2-й Санкт-Петербургской гимназии, но уже через полгода, с 1 июля 1899 года, был назначен штатным преподавателем русского языка и словесности в гимназии К. И. Мая.
В 1910-х годах преподавал славянские наречия в Петроградском историко-филологическом институте и в Женском педагогическом институте.
В 1920-х годах работал в Ленинградском институте народного хозяйства.
Был учёным секретарём Института славяноведения АН СССР.
Был арестован 3 января 1934 года по «делу славистов» и 29 марта 1934 года коллегией ОГПУ по статье 58-10, 11 был приговорён к 10 годам исправительно-трудовых лагерей с заменой высылкой в Казахстан на тот же срок. Умер в Алма-Ате 4 февраля 1936 года; 28 ноября 1956 года военным трибуналом ЛВО реабилитирован.

## Научная и публицистическая деятельность
Много путешествовал по Балканскому полуострову. В 1896 году был выслан австрийской полицией из Боснии, «как опасный агитатор», а в 1899 году сербской полицией — из Сербии. Сотрудничал в «Жизни», «Русском труде», «Санкт-Петербургских ведомостях», «Известиях ОРЯС АН», «Славянском вестнике» и в сербских периодических изданиях: «Дневны Лист», «Нова Искра», «Бранково Коло» и «Летопис Матице». Издал отдельно: «Поэзия Владимира Соловьёва» (СПб., 1901).
Публиковался также под псевдонимом Веди-Како.
- Кораблёв В. Н. Босния и Герцеговина: Их прошлое и настоящее. — СПб.: тип. В. Д. Смирнова, 1908. — 35 с. — (Отт из журн. «Славянские известия»).
- Кораблёв В. Н. Грамматика сербо-хорватского языка: Конспект лекций. — [СПб.], 1915. — 47 с.
- Кораблёв В. Н. Из культурной истории Албании. — СПб.: тип. Мин. вн. дел, 1909. — 24 с. — (Отд. отт. из: Правит. вестн. – 1909. – № 224).
- Кораблёв В. Н. Иностранцы о русской литературе. — СПб.: типо-лит. А. Э. Винеке, 1901. — 15 с. — (Из: Литературный вестник. – 1901. – 1, кн. 4).
- Кораблёв В. Н. Константин Аксаков. — СПб.: тип. В. Д. Смирнова, 1911. — 17 с.
- Кораблёв В. Н. критик-реалист: К пятидесятилетию со дня смерти Н. А. Добролюбова. — СПб.: тип. Мин. вн. дел, 1911. — 24 с. — (Отд. отт. из: Правит. вестн. – 1911. – № 246).
- Кораблёв В. Н. Литературные заметки. — СПб.: тип. В. Д. Смирнова, 1908. — 258 с. — (Содерж.: Жуковский. Гоголь. Хомяков. Некрасов. Глеб Успенский. Лев Толстой. Чехов. Владимир Соловьёв. Юрий Самарин. Максим Горький. Леонид Андреев. Валерий Брюсов. Аполлон Коринфский. Айзман. Клавдия Лукашевич. Достоевский. Евгений Чириков).
- Кораблёв В. Н. Ломоносов: К двухсотлетию со дня его рождения. — СПб.: типо-лит. Энергия, 1911. — 16 с. — (Отт. из: Отчёт гимназии и реального училища К. Мая за 1910–1911 г.).
- Кораблёв В. Н. Любомир Стоянович // Тр. / Ин-т славяноведения Акад. наук СССР. — Л., 1932. — Т. 1. — С. 386—391.
- Кораблёв В. Н. Николай I, князь Черногорскій: По поводу пятидесятилѣтия его княженія. — СПб.: тип. Мин. вн. дѣл, 1910. — 24 с. — (Отд. отт. из: Правит. вѣстн. – 1910. – № 174).
- Кораблёв В. Н. Образцы сербо-хорватской литературы: Пособие к лекциям по сербо-хорватск. грамматике. — СПб.: тип. В. Д. Смирнова, 1914. — 112 с. — (На правах рукописи).
- Кораблёв В. Н. Образцы чешского литературного языка: Пособие к лекциям по чешской грамматике. — Петроград, 1915. — 152 с.
- Кораблёв В. Н. Памяти А. С. Хомякова. — СПб.: тип. В. Д. Смирнова, 1904. — 15 с. — (псевд.: Веди-Како. Отт. из: Известия С.-Петерб. славянского благотворительного о-ва).
- Кораблёв В. Н. Памяти В. М. Гаршина. — СПб.: тип. Мин. вн. дел, 1908. — 24 с. — (Отд. отт. из: Правит. вестн. – 1908. – № 77).
- Кораблёв В. Н. Памяти Г. И. Успенского. — Львов: Галицко-русская матица, 1902. — 14 с. — (Отт. из: Науч.-лит. сб. Галицко-рус. матицы. – 1902. – Т. 2, кн. 1).
- Кораблёв В. Н. Памяти Михаила Евграфовича Доброписцева. — СПб.: Т-во худож. печати, 1901. — 14 с. — (Отт. из: Отчёт гимназии и реального училища К. Мая за 1900–1901 уч. г.).
- Кораблёв В. Н. Поэт уныния В. А. Жуковский. — Львов: Галицко-рус. матица, 1902. — 16 с. — (Отт. из: Науч.-лит. сб. Галицко-рус. матицы. – 1902. – Т. 2, кн. 2).
- Кораблёв В. Н. Признательная Болгария: По поводу тридцатилетия Сан-Стефанского договора. — СПб.: тип. М-ва вн. дел, 1908. — 20 с. — (Отд. отт. из: Правит. вестн. – 1908. – № 42).
- Кораблёв В. Н. Рецензия (Глас Српске кралевске Академиjе – за 1896 год. Т. 51–53. – Записки Наукового товариства iмени Шевченка – за 1896 г.). — [СПб.]: тип. акад. наук, 1898. — 6 с. — (Отд. отт. из: Известия Отд-ния рус. яз. и словесности Акад. наук. – 1898. – Т. 3, кн. 1. – С. 279–284).
- Кораблёв В. Н. Рецензия (Ж. П. Симиђ. Лекциjе из историіе српске книжевности. – Београд. – 1897). — тип. Акад. наук, 1898. — 6 с. — (Извлеч. из: Известия Отд-ния рус.яз. и словесности Акад. наук. – 1898. – Т. 3, кн. 2. – С. 605–608).
- Кораблёв В. Н. Рецензия (D-r Diuro Surmin: Povjest knjizevnosti hrvatske i srpske: II. Srpska knjizevnost). — тип. Акад. наук, 1900. — 6 с. — (Извлеч. из: Известия Отд-ния рус. яз. и словесности Акад. наук. – 1900. – Т. 5, кн. 1. – С. 318–324).
- Кораблёв В. Н. Сербская матица и её деятельность. — [СПб.]: тип. Акад. наук, 1900. — 11 с. — (Отд. отт. из: Известия Отд-ния рус. яз. и словесности Акад. наук. – 1900. – Т. 5, кн. 3. – С. 1036–1046).
- Кораблёв В. Н. Славянский институт в Праге // Тр. / Ин-т славяноведения Акад. наук СССР. — Л., 1932. — Т. 1. — С. 326—331.
- Кораблёв В. Н. Славянский мученик Ян Гус из Гусинца: К 500-летию со дня его кончины: Общедоступ. очерк. — Петроград: тип. В. Д. Смирнова, 1915. — 55 с.
- Кораблёв В. Н. Славянский съезд в Праге 1908 года. — СПб.: тип. В. Д. Смирнова, 1908. — 44 с. — (Отд. отт. из: Славянские известия. – 1908. – № 4–5).
- Кораблёв В. Н. Славянское племя: проф. Т. Д. Флоринский. Статистико-этнографический обзор современного славянства (с приложением двух этнографических карт). — Киев, 1907. — 9 с. — (Отт. из: Славянские известия. – 1907. – № 6–7).
- Кораблёв В. Н. События в Македонии и Старой Сербии. — [СПб.]: тип. В. Д. Смирнова, 1903. — 20 с. — (Известия С.-Петерб. славянск. благотворительного о-ва. – 1903. – Апр., прилож.).
- Справочник для студентов-практикантов / Ред.: В. Н. Кораблёв. — Л.: Гос. тип. в ар. изд. кооп. союза «Кооперация», 1926. — 96 с. — (Ленингр. ин-т нар. хоз. им. Фр. Энгельса).